# Lightning (Thunderbird)
Lightning is een extensie ontwikkeld voor Mozilla Thunderbird. Het integreert de agendafuncties (agenda en takenlijst) van het Mozilla Calendar-project in het e-mailprogramma Thunderbird en in SeaMonkey.
De ontwikkeling van Lightning is begonnen in 2004. De eerste officiële "stabiele" versie, Lightning 1.0, werd vrijgegeven in november 2011, tegelijk met Thunderbird 8.0.
Sun Microsystems heeft een significante bijdrage geleverd aan het Lightning-project om gebruikers te voorzien van een vrij en opensource alternatief voor Microsoft Office door OpenOffice.org en Thunderbird te combineren met de Lightning-extensie. 

## Functies
- Agenda
- Takenlijst